# Синхрона машина
Синхрона машина је врста електричне машине за наизменичну струју. Синхроне машине могу да раде у генераторском и моторском режиму. Синхроне машине се углавном користе као генератори у електранама, пошто се као мотори данас користе јефтиније и простије асинхроне машине.

## Сврха синхроне машине
Синхроне машине представљају машине наизмјеничне струје без комутатора, код којих преображај енергије настаје усљед механичког премјештања сталног магнетног флукса полова у односу на непокретан намотај индукта.
Синхроне машине користе се углавном као генератори електричне енергије наизмјеничне струје. У свакој електрани (хидро, термо и нуклеарној) налази се по неколико синхроних генератора великих снага спојених на исте сабирнице. Синхрони генератори мањих снага реда неколико десетина или стотина kVA користе се у малим аутономним електранама. 
Синхроне машине имају широку примјену и као електрични мотори и при снагама изнад 100 kW користе се за погон центрифугалних и клипних пумпи, вентилатора, компресора и других механизама. У пракси имају широку примјену и синхрони мотори упрошћене конструкције, који раде као фазни (синхрони) компензатори за поправку снаге мреже која напаја већи број асинхроних мотора. 
Ради упрошћења конструкције синхроних машина мале снаге, оне се граде без будилице. У том случају побудни намотај се напаја усмјереном струјом статора. Ради обезбјеђења самопобуђивања генератора између полова се постављају стални магнети.
При обртању ротора синхроне машине, са његовим половима обрће се и магнетни флукс који из њих избија. Овдје је обртни флукс произведен механичким путем. Овај обртни флукс сијече проводнике непокретног статора и у њима индукује напоне наизмјеничне природе. Заокрету индукта за један полни корак одговара једна периода напона индукованог у проводнику.
Ако намотај статора прикључујемо на симетричан вишефазни пријемник, у намотају статора потећи ће вишефазне струје. Те струје образују магнетни напон статора, а овај магнетни флукс статора, који се по његовом обиму окреће у смјеру обртања ротора. Ротор се обрће истом брзином као и обртни магнетни флукс статора. Из ове чињенице потиче и назив синхрона машина.
Код синхроних машина се примјењују двије конструкције ротора: ротори са истакнутим (истуреним) половима и ваљкасти или пуни ротори. Код ротора са истакнутим половима око језгра сваког пола усредсређени су побудни навоји који се учвршћују помоћу полних наставака. Полни наставци обично имају такав облик да је међугвожђе између полног наставка и статора најмање у средини пола, а највеће на његовим крајевима. Тиме се постиже приближно хармонична расподјела магнетне индукције дуж међугвожђа.
Ротор са истакнутим половима обично се користи код машина са три или више парова полова, којима одговарају мање брзине обртања. За учесталост f = 50 Hz ротор машине са три пара полова обрће се брзином n'= 1000 о/min. Кад машина ради као генератор, онда је погонски мотор обично спороходна хидраулична (водна) турбина. Због тога се синхрони генератори са истакнутим половима називају и хидрогенератори.
Код пуних ротора навојни дијелови побудног намотаја распоређени су у жљебове, тако да се сусједни супротни полови додирују. Ради добијања приближно хармоничне расподјеле магнетне индукције дуж међугвожђа, побудни намотај смјешта се у жљебове, који заузимају 2/3 сваког полног корака. Пуни ротори користе се код синхроних машина са једним или два пара полова, којима при f = 50 Hz одговарају брзине обртања n' = 1500 o/min. У овом случају примјена простијих ротора са истакнутим половима није могућа због тога што они не би могли да издрже велика механичка напрезања која се јављају при овим брзинама. Синхроне генераторе са пуним индуктором обично покрећу брзоходне парне турбине. Отуда се ови генератори називају и турбогенератори.
Синхрони мотори са истакнутим половима данас се често граде са намотајем за пуштање у рад; намотај је типа „вјеверичјег кавеза“ и гради се од материјала који има велику активну отпорност. Такав исти намотај, начињен од бакарних штапова, примјењује се и у синхроним генераторима. Тада он има улогу намотаја за пригушивање (Лебланов амортизатор), пошто служи за брзо пригушивање њихања ротора која настају у прелазним режимима рада генератора. Уколико је синхрона машина изграђена са пуним (масивним) половима, онда се у току пуштања у рад и у прелазним режимима у њима јављају вихорне струје, чије је дјеловање еквивалентно са дјеловањем струје у „вјеверичјем кавезу“.

## Принцип рада синхроне машине
Када се ротор обрће брзином n', побудни магнетни флукс ротора сијече проводнике вишефазног (најчешће трофазног или двофазног) намотаја статора и индукује у његовим фазним навојима наизмјенични напон Е'.
Када се машина оптерети, у намотају статора јавиће се вишефазне струје под чијим утицајем настаје обртни магнетни флукс статора, који се обрће у смјеру обртања ротора истом брзином као и ротор.
Код ових машина резултантни магнетни флукс настаје под заједничким дјеловањем магнетног поља статора и ротора и обрће се у простору истом брзином као и ротор.
Код синхроне машине намотај, у коме се индукују вишефазни напони и кроз који протичу вишефазне струје оптерећења, назива се намотај индукта, а дио машине, на којем је смјештен побудни намотај, назива се индуктор. С обзиром на начин рада и теорију рада синхроне машине свеједно је да ли се обрће индукт или индуктор. Код савремених синхроних машина индуктор је редовно ротор, а индукт статор.
Синхроне машине су реверзибилне, тј. свака синхрона машина може да ради као генератор и као мотор. 
Да би генератор радио, мора га гонити погонски мотор са регулатором, чији је задатак да одржава синхрону брзину обртања ротора генератора. Када ради као генератор, синхрона машина може да ради аутономно, и у том случају напаја неки засебан пријемник електричне енергије, или паралелно прикључена на мрежу, на коју су прикључени и други синхрони генератори. Када ради паралелно са мрежом, синхрона машина може да шаље или да узима електричну енергију из мреже, тј. да ради или као генератор или као мотор. Ако је намотај статора прикључен на мрежу напона U и учесталости f, у њему ће се јавити вишефазне струје, које стварају, као и у асинхроној машини, Теслино обртно магнетско поље. Усљед узајамног дјеловања овог поља и струје Ј' која тече у намотају ротора, ствара се електромагнетни моменат машине М, који је кретни кад машина ради као мотор, а отпорни кад машина ради као генератор. У синхроној машини, за разлику од асинхроне, побудни флукс при празном ходу машине ствара намотај једносмјерне струје, који је смјештен на ротору. Значи, у устаљеном режиму рада релативна брзина обртања ротора у односу на обртно поље статора једнака је нули, тј. ротор се обрће заједно са обртним пољем статора брзином n' = n, независно од режима рада машине.